# Pařez (rybník)
Pařez je rybník, který se nachází na západním okraji Vyžlovky v okrese Praha-východ ve Středočeském kraji. Katastrálně ale spadá pod obec Louňovice. Jedná se o třetí rybník soustavy Jevanských rybníků. Rozloha rybníka je 3,8 ha. Celkový objem činí 18,0 tis. m³. Retenční objem činí 10,0 tis. m³.

## Popis
Rybník je podlouhlého charakteru se zvlněnými břehy. V jeho okolí se nenachází žádná zástavba. Severně a západně od rybníka se rozprostírají pole a les. Západní břehy jsou podmáčené. Při jižním břehu vede ulice Jevanská, po které prochází červená turistická značka. Hráz tvoří ulice K Pařezu. Přepad je umístěn v její severní části. Rybník je napájen od západu Jevanským potokem a od severu občasným tokem. Od hráze pokračuje Jevanský potok do Vyžlovského rybníka.

## Galerie

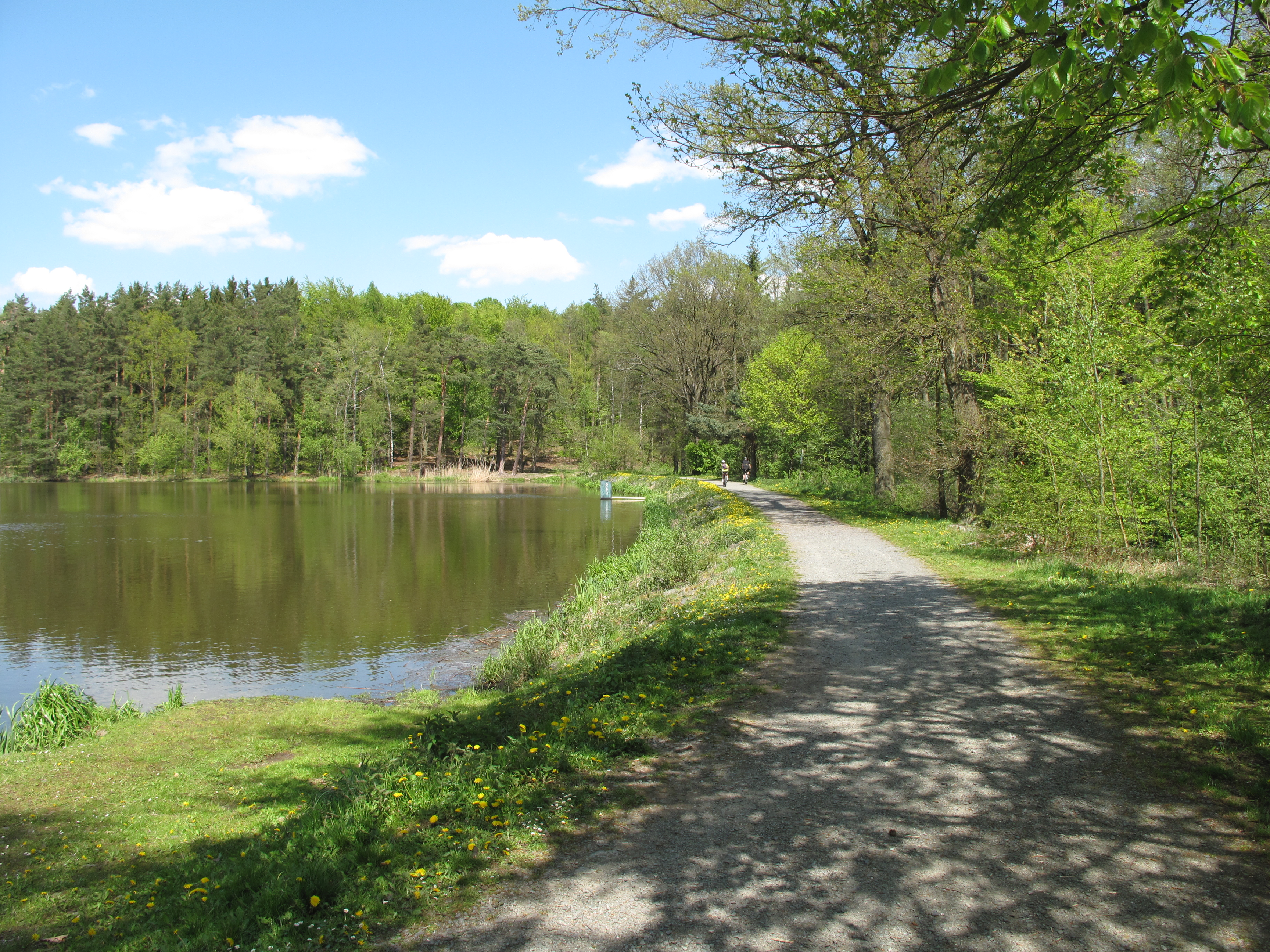
Hráz
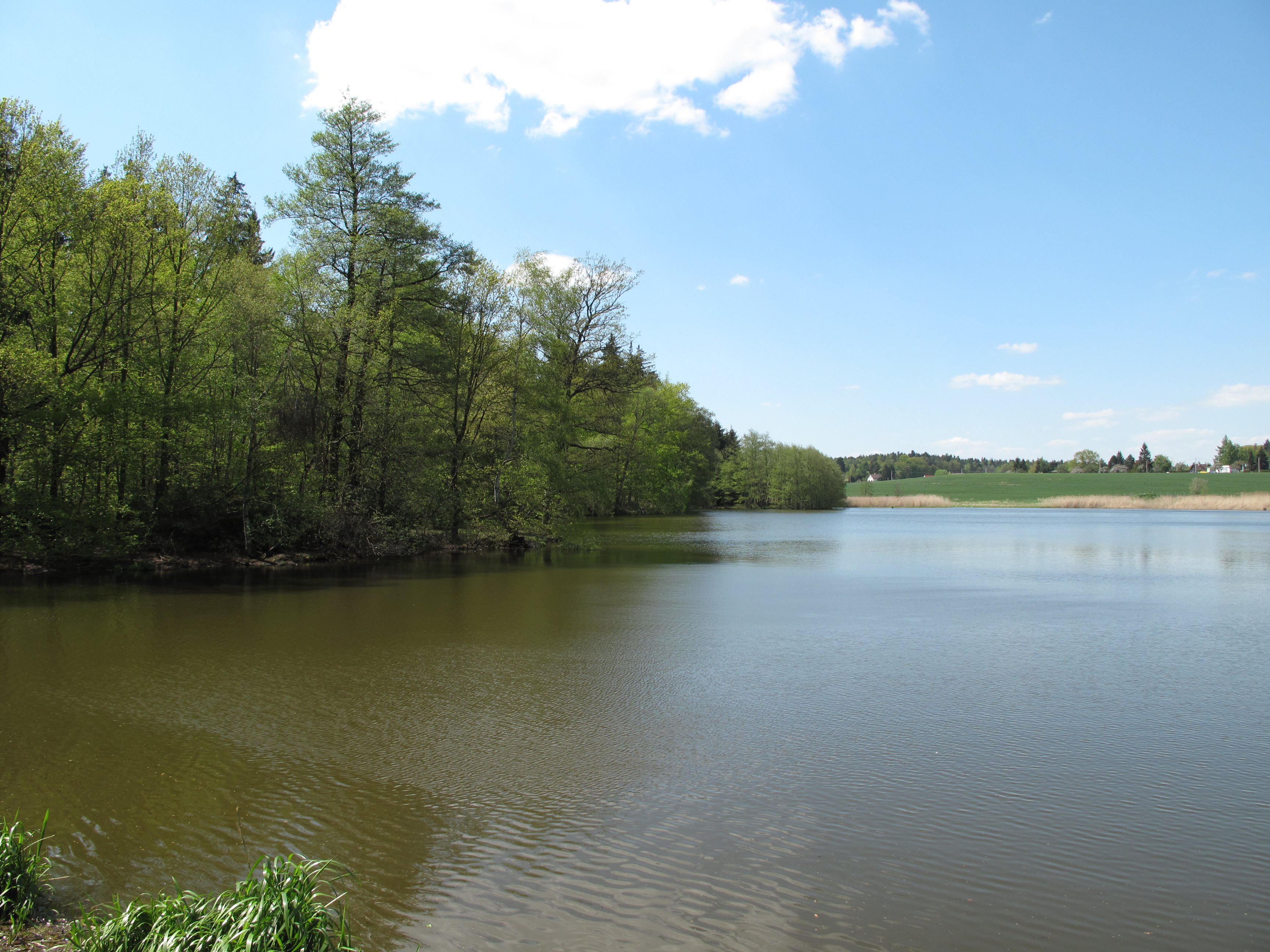
Pravý břeh
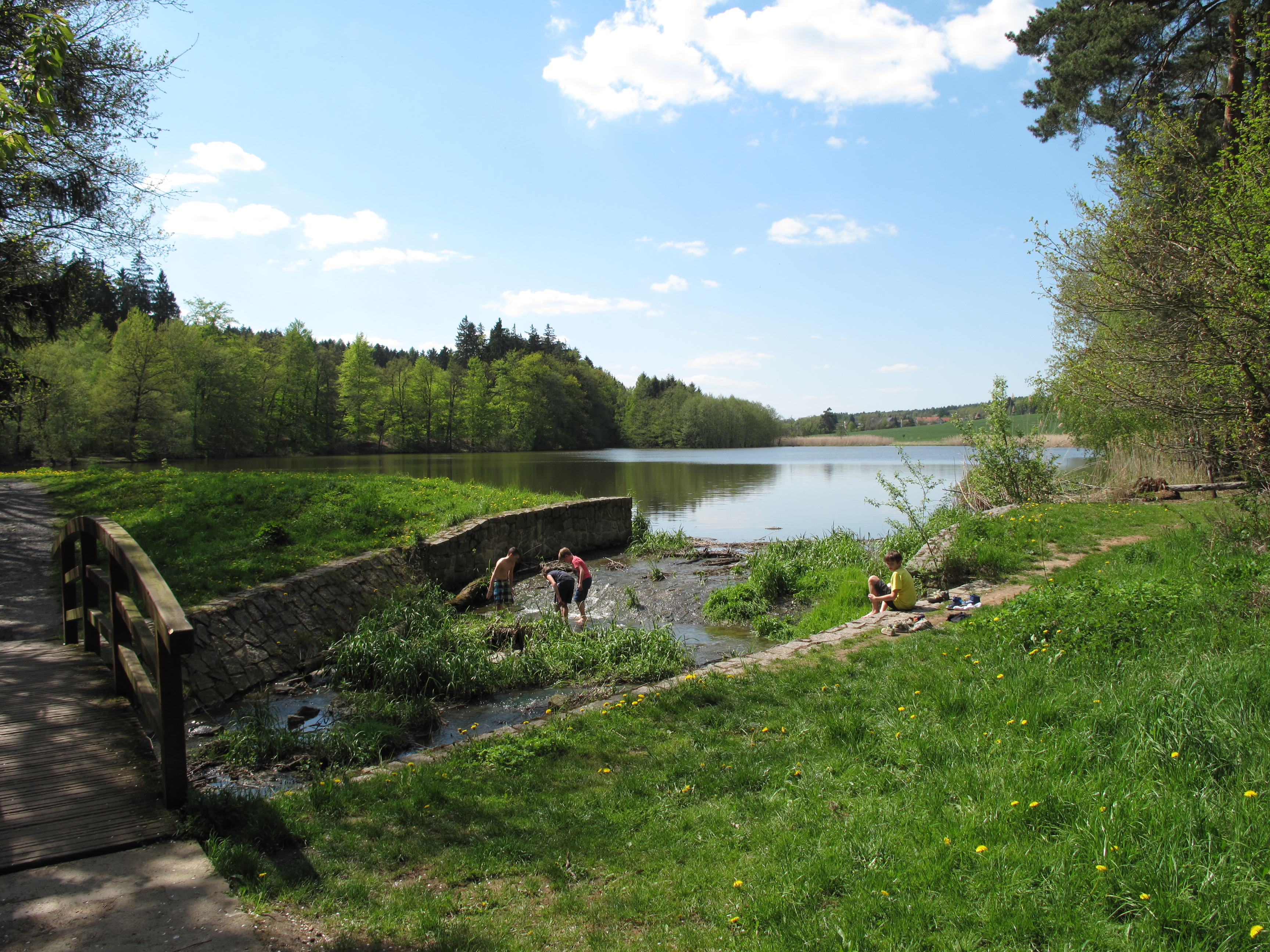
Děti na přepadu